# Nguyễn Mậu Tài
Nguyễn Mậu Tài (chữ Hán: 阮茂才; 1616-1688) là đại thần nhà Lê trung hưng trong lịch sử Việt Nam.

## Sự nghiệp
Nguyễn Mậu Tài người làng Kim Sơn, nay thuộc xã Kim Sơn, huyện Gia Lâm, Hà Nội. Năm 31 tuổi (1646), ông đỗ đồng tiến sĩ đời Lê Chân Tông.
Trong niên hiệu Dương Đức (1672-1673) đời Lê Gia Tông, ông làm Đô ngự sử, lĩnh tước An Lĩnh nam. Ông được cử làm Chánh sứ sang Trung Quốc cống nhà Minh, khi về được thăng làm Thượng thư bộ Hình, lên tước tử, sau đó sang làm Thượng thư bộ Binh.
Năm 1676 đời Lê Hy Tông, ông cùng thượng thư bộ Công là Hồ Sĩ Dương vào làm Tham tụng trong phủ chúa. Ít lâu sau ông sang làm Thượng thư bộ Lễ, giữ chức Tể tướng trong 6 năm, được mọi người khen là không có lầm lỗi.
Năm 1682, ông làm tham chính ở Thanh Hoa, bị Nguyễn Văn Đương (là thông gia và cùng cánh với Hồ Sĩ Dương) tố cáo là kết bè cánh nên bị cách chức Tể tướng, giáng làm Tả thị lang bộ Hộ.
Năm 1685, ông lên làm Thượng thư bộ Công, sau đó lại vào phủ chúa làm Tham tụng, giữ chức An Lĩnh bá.
Lúc đó vì tuổi cao, Nguyễn Mậu Tài xin nghỉ hưu. Chúa Trịnh Căn có ban cho ông 5 chữ "Kỳ cựu trấn nhã tục", nghĩa là "tuổi già làm quan lâu, làm gương cho người nhã, kẻ tục" và cố giữ ông lại không cho về.
Năm 1688, ông đã 73 tuổi, lại xin nghỉ hưu, nhưng chưa kịp về thì đã qua đời. Triều đình truy tặng ông là Thượng thư bộ Lễ, hàm Thiếu bảo.

## Gia đình
Em ông là Nguyễn Mậu Dị đỗ đồng tiến sĩ khoa Kỷ Hợi 1559 làm đế Phó ngự sử, Bồi tụng.
Con ông là Nguyễn Duy Viên đỗ đồng tiến sĩ khoa Giáp Tuất 1694, làm đến Thiêm đô ngự sử.
Cháu ông là Nguyễn Khiêm Ích làm đến chức Thượng thư, Tham tụng thời Lê Thuần Tông tới Lê Ý Tông.

## Nhận định
Sử gia Phan Huy Chú nhận định về ông như sau:
Ông là người trong sạch, nhã nhặn, đứng đắn, chắc chắn; đối với người không bao giờ gây oán. Bấy giờ ai cũng tôn ông là người có đức và độ lượng.